# SMS Sachsen (1916)
O SMS Sachsen foi um navio couraçado construído pela Germaniawerft para a Marinha Imperial Alemã, porém nunca completado. Foi a terceira embarcação da Classe Bayern de couraçados depois do SMS Bayern e SMS Baden, e seguido pelo SMS Württemberg. Suas obras começaram em abril de 1914 e foram atrapalhadas pelo início da Primeira Guerra Mundial em julho; foi lançado em novembro de 1916, porém recursos foram desviados para outros projetos, incluindo a construção de u-boots, com os trabalhos se encerrando totalmente a nove meses da finalização.
O Sachsen seria armado com oito canhões de 380 milímetros em quatro torres de artilharia duplas, assim como seus irmãos. Entretanto, seu sistema de propulsão diferia ao descartar uma turbina a vapor para a hélice central em favor de um motor a diesel. Alguns componentes de seu sistema de propulsão foram reutilizados em u-boots do Tipo U 151. O Tratado de Versalhes que deu fim à guerra especificou em junho de 1919 que todos os navios de guerra em construção na Alemanha deveriam ser destruídos, assim o Sachsen foi vendido em 1920 e desmontado no ano seguinte.

## Desenvolvimento
O projeto da Classe Bayern começou em 1910, com as discussões iniciais focando-se no calibre da bateria principal; couraçados alemães anteriores tinham canhões de 305 milímetros, porém marinhas estrangeiras tinham adotado armas de 340 e 356 milímetros, com o comando naval alemão acreditando que era necessário responder com canhões maiores. Eles consideraram armas de 320, 380 e 400 milímetros. O almirante Alfred von Tirpitz, Secretário de Estado do Escritório Imperial Naval, conseguiu usar a indignação pública da Crise de Agadir a fim de pressionar a Dieta Imperial a apropriar os fundos necessários para a Marinha Imperial Alemã compensar os custos adicionais dos canhões maiores. A equipe de projeto acabou escolhendo armas de 380 milímetros, já que as de 400 milímetros seriam significativamente mais caras e as de 380 milímetros já eram uma melhora considerável em relação aos canhões anteriores.
A Marinha Imperial começou a se preparar para a construção de um novo couraçado para o ano fiscal de 1914, com este tendo sido designado Ersatz Kaiser Friedrich III em 1912 como um substituto do pré-dreadnought SMS Kaiser Friedrich III. Nesse período os alemães descobriram que os mais novos couraçados britânicos da Classe Queen Elizabeth teriam velocidade mais alta. A Marinha Imperial optou por uma nova tentativa de incorporar um motor a diesel a fim de impulsionar a hélice central; ela anteriormente tinha tentado instala-los na Classe König, porém não tinham ficado prontos em tempo. O motor era maior do que uma instalação de turbina a vapor, o que aumentou o deslocamento do navio em duzentas toneladas, o que necessitou do aumento de 2,4 metros em seu comprimento com o objetivo de impedir que seu calado aumentasse. Isto teve o benefício de refinar as linhas do casco e consequentemente melhorar sua forma hidrodinâmica, aumentando também a velocidade.

## Descrição

Arranjo da bateria principal do Sachsen

O Sachsen tinha 181,8 metros de comprimento da linha de flutuação e 182,4 metros de comprimento de fora a fora. Seu calado ficava entre 9,3 e 9,4 metros. O navio teria um deslocamento projetado de 28 mil toneladas, o que não incluía o carregamento de suprimentos, combustível e outras necessidades operacionais, que teriam elevado seu deslocamento até 32,5 mil toneladas. Diferentemente de seus irmãos, que possuíam três conjuntos de turbinas a vapor Schichau, o Sachsen teria duas turbinas para as hélices externas, com o vapor necessário provendo de seis caldeiras a carvão e três a combustível. A hélice central seria movida por um motor a diesel MAN de seis cilindros, que foi avaliado em doze mil cavalos-vapor. Juntando os dois esquemas de propulsão, a embarcação poderia produzir 54 mil cavalos-vapor de potência. Seu velocidade projetada era de 22,5 nós (41,7 quilômetros por hora). Sua tripulação seria formada por 42 oficiais e 1 129 marinheiros.
Caso tivesse sido completado, o Sachsen teria sido armado com oito canhões SK L/45 de 380 milímetros. Estas teriam sido arranjadas em quatro torres de artilharia duplas, duas na proa e duas na popa, com uma torre posicionada em cima da outra. Seu armamento secundário teria sido de dezesseis canhões SK L/45 de 150 milímetros e seis canhões SK L/45 de 88 milímetros. Também teria sido instalado cinco tubos de torpedo de 600 milímetros submersos no casco, um na proa e dois em cada lateral. Seu cinturão de blindagem ficariam entre 170 e 350 milímetros de espessura, enquanto o convés blindado possuiria 60 a 100 milímetros. Sua torre de comando dianteira teria laterais blindadas de 400 milímetros, enquanto as torres de artilharia da bateria principal seriam protegidas por laterais de 350 milímetros e teto de 200 milímetros de espessura.

## História
O Sachsen foi encomendado sob a quarta e última Lei Naval, aprovada em 1912. O imperador Guilherme II aprovou o projeto, que já tinha sido encomendado do estaleiro da Germaniawerft em Kiel; a Dieta Imperial não tinha oficialmente aprovado o orçamento, fazendo do início da construção um grande risco para o estaleiro. O financiamento foi aprovado e o couraçado SMS Kronprinz foi lançado ao mar em 21 de fevereiro de 1914, liberando a rampa para o Ersatz Kaiser Friedrich III. Os trabalhos preparatórios começaram imediatamente e o imperador assinou a encomenda final para a construção do navio em 21 de março. O batimento de quilha ocorreu em 15 de abril, com ele sendo designado com o número de construção 210. Os trabalhos iniciais prosseguirem lentamente devido ao início da Primeira Guerra Mundial em julho, pois os materiais necessários foram direcionados para a finalização da equipagem do Kronprinz e para a construção de diversos u-boots e barcos torpedeiros. O casco completo tinha previsão de lançamento no início de 1916, porém atrasos adiaram a data para 21 de novembro. Sua finalização tinha sido planejada para o início de 1917, mas escassez de materiais e trabalhadores, particularmente causadas quando estes foram desviados para o apoio da campanha de u-boots, diminuiu ainda mais o ritmo dos trabalhos, que acabaram por cessarem totalmente.
A Alemanha retomou e expandiu em fevereiro de 1917 a guerra submarina irrestrita, com o almirante Eduard von Capelle, que havia sucedido Tirpitz no comando do Escritório Imperial Naval, argumentando que a construção de navios capitais deveria ser paralisada em favor da construção de u-boots. Consequentemente, as obras no Sachsen pararam quando ele estava a nove meses de ser finalizado. Componentes que tinham sido separados para seus geradores a diesel foram reusados no submarino mercante Bremen. Os motores a diesel foram divididos para os sistemas de propulsão de quatro submarinos do Tipo U 151. O couraçado já tinha recebido seis de seus oito canhões principais na época que as obras pararam, com as duas restantes tendo sido convertidas em canhões ferroviários ou baterias fixas em Flandres. Aproximadamente 76 por cento do casco tinha sido montado e treze por cento da blindagem instalada, com boa parte do resto estando no estaleiro esperando para ser implementada. O navio estava completo até o convés das baterias, um abaixo do convés principal, e com metade de seu convés superior pronto. Suas caldeiras tinham sido instaladas e suas turbinas e motores a diesel já tinha sido quase completamente montados, necessitando apenas de testes antes que fossem colocados na embarcação. As duas chaminés também já tinham sido erguidas.
O Sachsen permaneceu inacabado em Kiel ao final da guerra. Segundo o Artigo 186 do Tratado de Versalhes, assinado em junho de 1919, todos os navios de guerra alemães de superfície em construção deveriam ser imediatamente desmontados. Seus canhões foram removidos e o casco foi rebocado até o Fiorde de Kieler mais tarde no mesmo ano para esperar a desmontagem. A embarcação foi removida do registro naval em 3 de novembro de 1919 e vendida para desmontagem no ano seguinte. Ele acabou retornando para o estaleiro a fim de remover sua blindagem lateral e torres de artilharia. O Sachsen então foi transferido para os desmanteladores e desmontado até de 1923.

### Citações
1. ↑   Friedman 2011, p. 131
2. ↑   Dodson 2016, p. 97
3. ↑   Nottelmann, pp. 289–293
4. ↑   Nottelmann, pp. 300–301
5. ↑   Breyer 1973, p. 276
6. ↑   Gröner 1990, pp. 28–30
7. ↑   Nottelmann, p. 301
8. ↑   Grießmer 1999, p. 177
9. ↑   Gröner 1990, p. 30
10. ↑   Herwig 1998, p. 81
11. ↑   Weir 1992, p. 178
12. ↑   Nottelmann, pp. 301–302, 317
13. 1 2 3   Hildebrand, Röhr & Steinmetz 1993, p. 97
14. ↑   Forstmeier & Breyer 2002, p. 44
15. ↑   Nottelmann, pp. 303, 317–318
16. ↑   Nottelmann, p. 318